# Nasionale Party van Suidwes-Afrika
De Nasionale Party van Suidwes-Afrika (Nederlands: Nationale Partij van Zuidwest-Afrika Engels: National Party of South West Africa Duits: Nationale Partei Südwestafrikas) was een politieke partij in Namibië (1939-1989) en afdeling van de Zuid-Afrikaanse regeringspartij Nasionale Party (1939-1977). Speerpunten van de partij waren: het doorvoeren van apartheid in Zuidwest-Afrika en het handhaven van het Zuid-Afrikaanse bestuur over Zuidwest-Afrika.

## Geschiedenis

### De eerste NPSWA (1924-1927)
In 1915, tijdens de Eerste Wereldoorlog, veroverden Zuid-Afrikaanse troepen het protectoraat Deutsch-Südwestafrika. In 1920 droeg de Volkenbond het bestuur over het voormalige Duitse protectoraat over aan Zuid-Afrika. In 1924 werd de Nasionale Party van Suidwes-Afrika (NPSWA) opgericht als afdeling van de Nasionale Party (NP) van generaal James Barry Hertzog. De oprichters van de NPSWA, w.o. de Afrikaner J.F. Jooste, streefden naar de aanhechting van Zuidwest-Afrika aan de Unie van Zuid-Afrika en de vestiging van Afrikaners (Boeren) in het land. De partij was vertegenwoordigde in de Wetgevende Vergadering van Zuidwest-Afrika. De partij had vooral aanhagers onder de agrariërs in het zuiden van het land. In andere delen van het land domineerde de Suidwes Party (SWP), een afdeling van de Suid-Afrikaanse Party, de Zuid-Afrikaanse regeringspartij van generaal Jan Smuts.

### Fusie met de SWP
Op 31 januari 1927 fuseerden de NPSWA en de SWP tot de Verenigde Nasionale Suidwes Party (Verenigde Nationale Zuidwestpartij, VNSWP). Door de fusie hoopte de nieuwe partij de dominerende Deutscher Bund in de Wetgevende Vergadering beter te kunnen bestrijden. De VNSWP won de verkiezingen voor de Wetgevende Vergadering van 1929, 1934, 1940 en 1945 en bleef tot 1950 de grootste partij in het parlement. Leider van de partij was Jacques Pierre Niehaus. De partij verzette zich krachtig tegen de eisen van de Duitstalige inwoners van Zuidwest-Afrika (een van die eisen was de teruggave van Zuidwest-Afrika aan Duitsland) en streefde naar annexatie van Zuidwest-Afrika door de Unie. In 1934 lobbyde de VNSWP voor de annexatie van het land, maar dit stuitte of verzet van de Volkenbond (1935). De Volkenbond streefde op de langere termijn naar onafhankelijkheid van Zuidwest-Afrika.

### Heroprichting van de NPSWA
In juli 1939 werd de Nasionale Party van Suidwes-Afrika (NPSWA) opnieuw opgericht uit onvrede over de pro-Britse koers van de VNSWP en haar moederparty, de Zuid-Afrikaanse regeringspartij, de Verenigde Party. De nieuwe NPSWA streefde een strikte neutraliteit voor Zuidelijk Afrika na. De NPSWA zocht contact met de Gesuiwerde Nasionale Party van dr. Daniel François Malan en werd uiteindelijk een afdeling van deze Zuid-Afrikaanse pro-Apartheidspartij. Malan streefde annexatie van Zuidwest-Afrika en de vestiging van meer Afrikaner agrariërs in het mandaatgebied na. Hoewel een groot aantal Afrikaners in Zuidwest-Afrika de VNSWP trouw bleven, groeide de NPSWA - na het verbod op de Duitse organisaties eind 1939 - uit tot de grootste oppositiepartij. Na de oorlogsverklaring van de Zuid-Afrika aan het Derde Rijk in september 1939 verzette de NPSWA zich tegen de oorlogsdeelname en de internering van Duitsers. Hoewel de NPSWA nooit een fascistische partij is geworden, koesterden veel leden Duitse sympathieën.

### 1948-1977
De verkiezingen in Zuid-Afrika van 1948 werden door de oppositionele Herenigde Nasionale Party (HNP) van D.F. Malan. Malan werd premier. In 1949 besloot de regering het zetelaantal in het Zuid-Afrikaanse parlement uit te breiden en te reserveren voor blanke Zuidwest-Afrikanen. De kiesgerechtigde blanken in Zuidwest-Afrika stemden allemaal op kandidaten van de NPSWA/HNP. Deze gang van zaken stuitte op veel verzet binnen de Verenigde Naties – opvolger van de Volkenbond – die vonden dat Zuid-Afrika het bestuur over het mandaatgebied moest beëindigen. De regering-Malan beschouwde Zuidwest-Afrika echter als een vijfde provincie van Zuid-Afrika.
Bij de verkiezingen voor de Wetgevende Vergadering op 30 augustus 1950 behaalde de NPSWA een grote meerderheid. De VNSWP, die tot dan toe de Wetgevende Vergadering domineerde, hield nog maar twee zetels over. De verkiezingsoverwinning van de NPSWA leidde tot de introductie van apartheid in Zuidwest-Afrika. Het apartheidsbeleid leidde tot veel verzet onder de Kleurlingen, de zwarte bevolking en liberale blanken. In de jaren 50 ontstond de South West Africa People's Organisation (SWAPO) die een guerrillaoorlog begon tegen het Zuid-Afrikaanse bewind over Zuidwest-Afrika én de apartheid. Ook andere organisaties die tegen de apartheid zijn ontstaan.
In 1970 stelde de leider van de NPSWA de Zuid-Afrikaanse regering voor Zuidwest-Afrika op te nemen als vijfde provincie. De regering, bang als zij was voor internationale protesten, wees het verzoek van Du Plessis af In 1974 instrueerde de regering de regering in Pretoria Du Plessis om een dialoog aan te gaan met de diverse bevolkingsgroepen en oppositiebewegingen om te komen tot een soort regering voor Zuidwest-Afrika.

### Democratische Turnhalle Alliantie
In 1975 begon de Turnhalle Conferentie - zo genoemd naar de sporthal in Windhoek waar de conferentie werd gehouden - waaraan diverse "legale" partijen, w.o. de NPSWA deel aan namen. De organisator van de conferentie was Dirk Mudge, de leider van de NPSWA. Mudge was de opvolger van Du Plessis en gold als "gematigd." De Turnhalle Conferentie leidde uiteindelijk tot de oprichting van de Democratische Turnhalle Alliantie waar de NPSWA zich niet bij aansloot (1977). De DTA was een bundeling van diverse etnische partijen die tegen de SWAPO was gericht en streefde naar geleidelijke onafhankelijkheid. De Zuid-Afrikaanse regering was ontevreden over de opstelling van de NPSWA en op 28 september 1977 werden de betrekkingen tussen de NPSWA en de Nasionale Party verbroken. De Nasionale Party onderhield sindsdien nauwe betrekkingen met de Republikeinse Party van Dirk Mudge, die op 26 september met de NPSWA brak. Van 1980 tot 1983 was Mudge voorzitter van de Raad van Ministers van Zuidwest-Afrika, de nieuwe regering van het land. Mudge trad in 1983 af omdat de onderhandelingen over de onafhankelijkheid te traag verliepen.
Tussen 1977 en 1989 was Du Plessis opnieuw voorzitter van de NPSWA. De NPSWA accepteerde het proces van geleidelijke onafhankelijkheid voor Zuidwest-Afrika. In 1978 werd onder leiding van de NPSWA het Actiefront voor de Bescherming van de Turnhalleprincipes (ACPTP) opgericht, een conservatieve oppositiepartij. In 1989 werd de NPSWA formeel opgeheven. Op 21 maart 1990 werd Zuidwest-Afrika onafhankelijk onder de naam Namibië.

## Verwijzingen
1. ↑  http://www.klausdierks.com/Chronology/80.htm
2. ↑  http://www.klausdierks.com/Geschichte/112.htm
3. ↑  http://www.klausdierks.com/Geschichte/120.htm